# Marek Wojtczak
Marek Wojtczak (ur. 6 stycznia 1964) – gitarzysta basowy i kontrabasista, członek Zespołu Reprezentacyjnego od 1985 roku oraz dylan.pl od 2014.
Wcześniej grał w jazzowym Mit Leadera wspólnie m.in. z saksofonistą Wojtkiem Staroniewiczem.
Był dysponentem jednej z niewielu w Polsce karetek pierwszej pomocy, przystosowanych do warunków off-road (terenowo-rajdowych). Wchodziła ona w skład programu Bezpieczeństwo, Ratownictwo, Edukacja, Ludzie (BREL), uruchomionego przez BRE Leasing.